# 集落刺激因子
集落刺激因子（英语：Colony-stimulating factor，縮寫：CSF）是一类分泌型的糖蛋白，其与造血干细胞表面上的受体蛋白结合，从而激活细胞内信号传导途径，其可导致细胞增殖并分化成特定类型的血细胞（通常是白细胞，对于红细胞形成，参见促红细胞生成素）。它们可以人工合成并外源性施用。

## 起源
集落刺激因子的名称来源于它们被发现的过程。将某些物质添加到造血干细胞的培养物中，然后检查哪些种类的细胞被它们“刺激”分化产生新的细胞集落。例如，发现刺激巨噬细胞集落形成的物质称为巨噬细胞集落刺激因子，用于粒细胞，粒细胞集落刺激因子等。

## 机制
与其他造血微环境的膜结合物质相比，集落刺激因子是可溶性的。它们通过旁分泌，内分泌或自分泌产生信号转导。

## 举例
- CSF1[1] 巨噬细胞集落刺激因子（英语：macrophage colony-stimulating factor）
- CSF2[2] 粒细胞巨噬细胞集落刺激因子

- CSF3[3] 粒细胞集落刺激因子（英语：Granulocyte colony-stimulating factor）

## 临床应用
骨髓刺激
干细胞动员